# Die Frau meines Freundes
Die Frau meines Freundes ist ein US-amerikanisches Filmdrama aus dem Jahr 1931 von William A. Wellman mit Grant Withers, Mary Astor und Regis Toomey in den Hauptrollen. Der Pre-Code-Film wurde von Warner Bros. produziert.

## Handlung
Der Lokführer Bill White denkt nicht daran zu heiraten und sesshaft zu werden. Marie, Kellnerin im Bahnhofscafé, erinnert ihn daran, dass sie am folgenden Wochenende heiraten wollen, doch Bill gibt vor, etwas anderes vorzuhaben. Verärgert beendet Marie ihre Beziehung, sehr zu Bills Erleichterung.
Wegen seiner Trunksucht und Mietrückständen wird Bill aus seiner Pension gewiesen. Sein Kollege Jack Kulper nimmt ihn mit nach Hause. Bill befürchtet, dass Jacks Frau Lily ihn wegen seines Rausches hassen wird, doch sie heißt ihn herzlich willkommen. Die drei arrangieren sich, doch als Jack einmal das Haus verlässt, wird Bill und Lily klar, dass sie sich lieben. Bill will das Ganze Jack gestehen, doch Lily fürchtet, ihren Mann zu verletzen. Bill zieht aus, ohne Gründe zu nennen. Während der Nachtschicht streiten sich Bill und Jack wegen Lily. Es kommt zu einem Handgemenge, in deren Folge Jack durch einen Unfall sein Augenlicht verliert.
Eine Flutwelle droht, die Gegend zu verwüsten. Bill will mit einer Lokomotive und mit Zement beladenen Flachwagen auf eine Brücke fahren, um sie zu stabilisieren, der die Flutwelle aufhält. Er weiß, dass dies seinen Tod bedeuten kann. Jack erfährt von dem Plan und will selber die Lokomotive fahren. Er glaubt, dass seine Blindheit eine Belastung für Lily sei. Bill versucht erfolglos, ihn aufzuhalten. Die Brücke hält dem Zug und der Flutwelle nicht stand; Jack stirbt beim Einsturz der Brücke.
Monate später kehrt Lily aus ihrer Heimatstadt zurück. Glücklich zieht Bill zu ihr.

## Produktion

### Hintergrund
Gedreht wurde der Film in den Warner-Studios in Burbank. Außenaufnahmen entstanden in den River Station Yards der Southern Pacific Company.

### Stab
Das Vitaphone-Orchester wurde von Louis Silvers dirigiert.

## Synchronisation
Die deutsche Synchronfassung entstand 1990 im Auftrag der Studio Hamburg Synchron.
| Rolle      | Schauspieler  | Deutscher Synchronsprecher |
| ---------- | ------------- | -------------------------- |
| Bill White | Grant Withers | Peter Kirchberger          |
| Ed Bailey  | James Cagney  | Wolfgang Draeger           |
| Marie      | Joan Blondell | Marion von Stengel         |

## Veröffentlichung
Die Premiere des Films fand am 14. Januar 1931 in London statt, der US-Kinostart erfolgte am 17. Januar 1931. In der Bundesrepublik Deutschland wurde er am 8. August 1990 im deutschen Fernsehen ausgestrahlt.

## Kritiken
Der Filmkritiken-Aggregator Rotten Tomatoes hat in einer Auswertung von über 100 User-Kritiken ein Publikumsergebnis von 49 Prozent positiver Bewertungen ermittelt.
Das Lexikon des internationalen Films schrieb: „Ein Film aus der Reihe der "Arbeiterfilme" des Warner-Studios, der eine melodramatische Dreiecksgeschichte mit der Zeichnung der Probleme einfacher Leute kombiniert. Routiniert inszeniert, aber in der Milieuzeichnung interessanter als in der Handlung.“
Der Kritiker des Magazins Time Out befand, was als schnelle, flüssige und witzige Komödie beginne, wandele sich unerwartet zu einer berührenden kleinen Tragödie. Das Resultat sei vertraut, wenn nicht konventionell, aber die Behandlung des Themas sei so verwurzelt in der Realität und die Darstellung so gut, dass es ein kleines Meisterwerk sei.